# Hugh Moffatt
Hugh Moffatt (* 10. November 1948 in Fort Worth, Texas) ist ein US-amerikanischer Country-Sänger und Songwriter.

## Anfänge
Hugh Moffatt lernte als Jugendlicher Klavier und Trompete spielen und war Mitglied einer High School Band. Nach einer anfänglichen Vorliebe für Country-Musik befasste er sich während seines Englisch-Studiums an der Houston Rice University überwiegend mit Jazz und Blues. Nach Studienabschluss blieb er 1973 auf dem Weg nach Washington in Nashville hängen, wo er bei einem Zwischenstopp eine Aufführung der Grand Ole Opry besuchte und in diesen Stunden seine alte Leidenschaft für die Country-Musik zurückgewann.

## Karriere
Moffatt arbeitete zunächst als Songwriter. Seine Vorbilder waren Kris Kristofferson und Ed Penny. 1974 erreichte sein Just In Case, interpretiert durch Ronnie Milsap, Platz fünf der Country-Charts. Es folgte eine mehrjährige Durststrecke. Ein erster Versuch als Sänger war nach zwei erfolglosen Singles gescheitert. Er heiratete die Songwriterin Pebe Sebert. Gemeinsam schrieb das Paar Old Flames Can't Hold A Candle, was 1978 durch Joe Sun zu einem mittleren Hit wurde. 1980 schaffte Dolly Parton mit diesem Song Platz eins. Auch andere Country-Sänger, wie etwa Johnny Rodriguez oder Bobby Bare waren mit seinen Songs erfolgreich.
Anfang 1980 formierte Hugh Moffatt gemeinsam mit seiner Frau, sowie Wade McCurdy, John Dietrich und Michael Bonagura die Gruppe Ratz. Mit eigenem Geld finanzierte er 1984 das erste Album Puttin' On The Ratz. Zwei Jahre später nahm er ein Solo-Album auf, Loving You, für das er ausschließlich eigenes Material verwendete. 1989 folgte Troubador, was heute als sein bestes Werk gilt. Gemeinsam mit seiner Schwester, der Country-Sängerin Katy Moffatt, produzierte er 1992 Dance Me Outside.
Der langhaarige, für einen Country-Musiker ungewöhnlich hager und zerbrechlich wirkende Hugh Moffatt hatte es nicht ganz leicht, in der Szene Fuß zu fassen. Die sanfte Lyrik seiner Songs besaß aber eine Qualität, die Kritiker und Publikum gleichermaßen zu überzeugen vermochte.

## Alben
- 1987: Loving You
- 1989: Troubador
- 1991: Live And Alone
- 1992: Dance Me Outside
- 1995: Wognum Sessions
- 1996: The Life Of A Minor Poet
- 2003: Ghosts Of The Music
- 2006: Songs From the Back of the Church